# Clădirea fostei clinici de pneumonie (Chișinău)
Clădirea fostei clinici de pneumonie este o clădire amplasată pe str. Mihail Kogălniceanu, 82A în Chișinău, Republica Moldova. Este un monument istoric și arhitectural de importanță națională inclus în Registrul monumentelor Republicii Moldova ocrotite de stat cu nr. 198 (municipiul Chișinău). Datează de la sf. sec. XIX.